# Karl Schaffnit

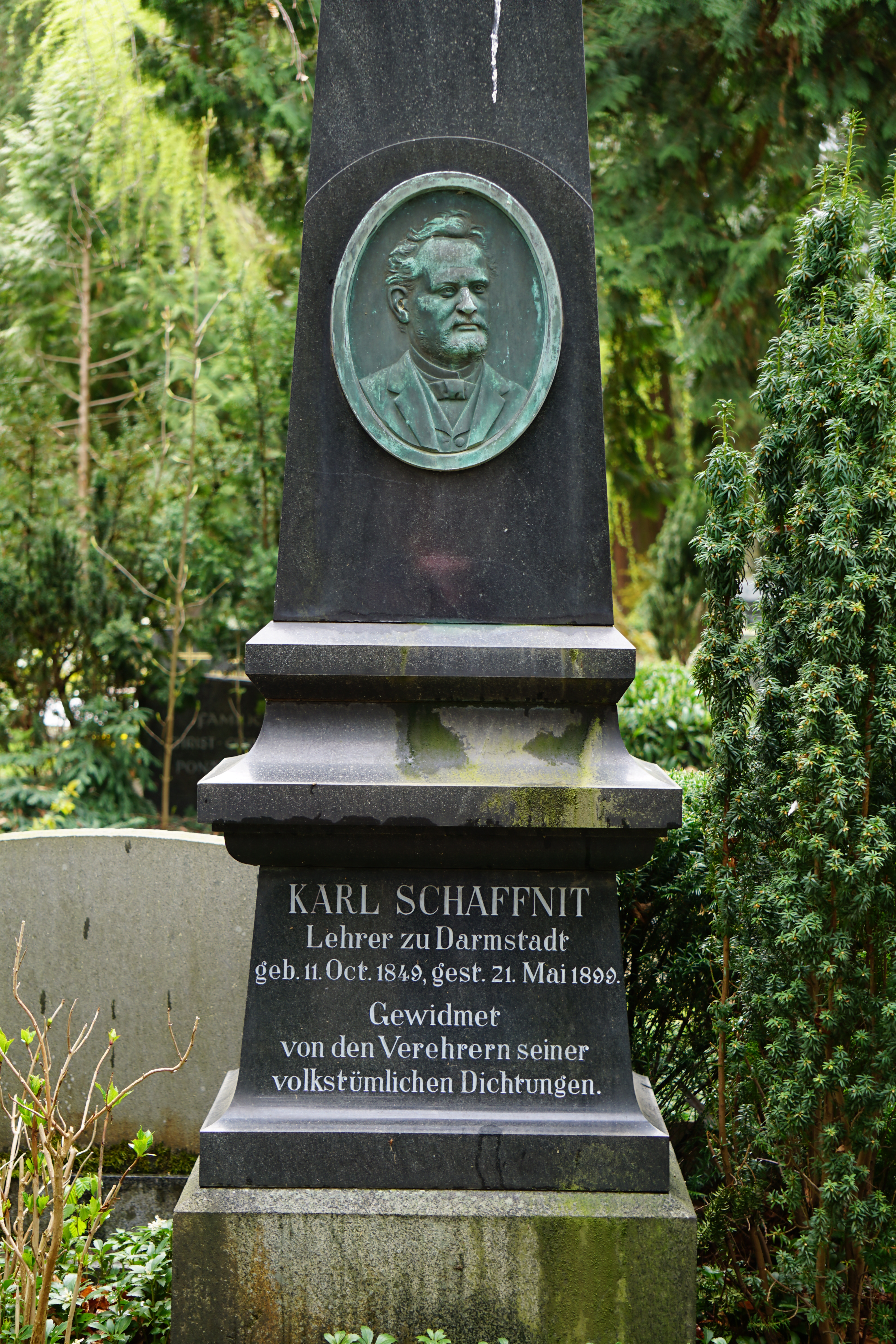
Obelisk mit Reliefbildnis am Grab von Karl Schaffnit

Karl Eduard Schaffnit (* 11. Oktober 1849 in Dieburg; † 21. Mai 1899 in Darmstadt) war ein deutscher Lehrer, Schriftsteller sowie Mundartdichter im Heiner Dialekt. Sein bekanntestes Gedicht ist Der Bub will haam der Mundartgedichtsammlung Allerhand Späss aus den Jahren 1888/89, in welchem er die sprachlichen Barrieren zwischen einem auswärtigen Lehrer und einem Darmstädter Schüler thematisiert.

## Leben

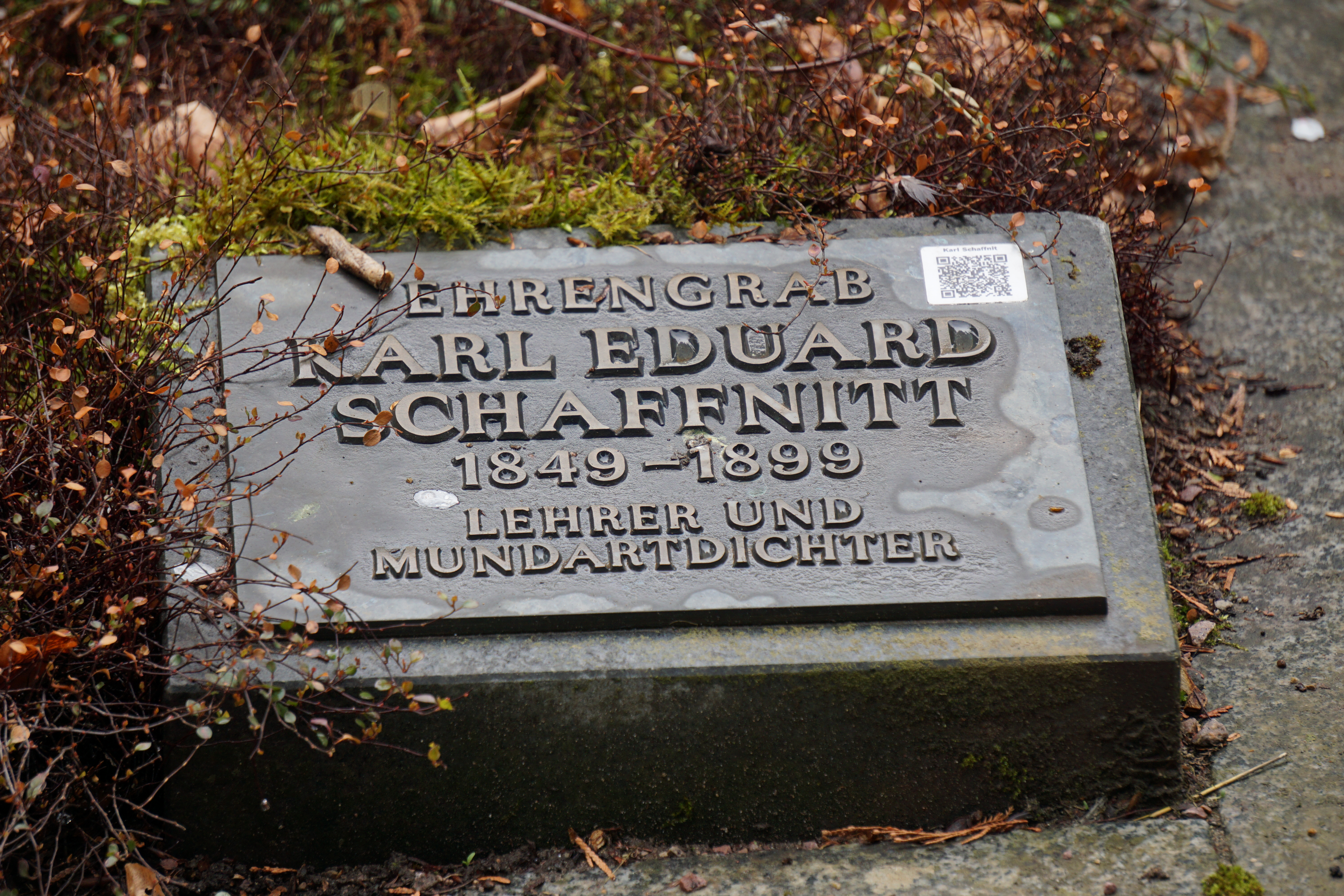
Informationstafel am Grab von Karl Schaffnit

Schaffnit wurde als Sohn des Kreisamtsdieners Nikolaus Schaffnit und dessen Ehefrau Helene geb. Krämer geboren. Am 28. Oktober 1849 wurde er der evangelischen Konfession in Groß Zimmern getauft. Nach der Bürgerschule in Dieburg war er mit 15 Jahren zunächst zwei Jahre als Hauslehrer auf dem Gut Dilshof tätig. Ab 1866 besuchte er dann das Lehrerseminar in Friedberg, welches er im Jahre 1868 abschloss. Er fand anschließend am Privat-Mädchen-Institut von Reineck und im Frühjahr 1869 an der Volksschule Reinheim als Lehrkraft eine Anstellung. Von dort wurde er anschließend 1872 nach Darmstadt berufen, wo er bis 1880 an der Stadtmädchenschule und darauffolgend bis zu seinem Tod an der Stadtknabenschule unterrichtete. In den Jahren 1888/89 veröffentlichte er die Mundartgedichtsammlung Allerhand Späss. Sechs Jahre später die Gedichtsammlung „Schwarzbrot“, in welcher er zum Teil Erinnerungen aus seiner Dieburger und Reinheimer Zeit verarbeitete. Neben Mundartgedichten enthält es auch Gedichte in Hochdeutsch mit lokalem Bezug, wie die Gedichte „Ludwig IV. und die Holzsammlerin“ und „Das Bauernhäuschen am Schloss Darmstadt“. Schaffnit verfasste zudem Fastnachtsschwänke, Lust- und Festspiele wie 1894 Datterich im Olymp. Nach seinem Tod wurde er auf dem Alten Friedhof in Darmstadt beigesetzt. Ein Denkmal, ein zwei Meter hoher Obelisk mit Reliefbildnis, wurde am 19. Mai 1905 an seinem Grab feierlich enthüllt. Der Obelisk wurde von dem Bildhauer Karl Scholl geschaffen. Sein Grab (3 K 50) ist als Ehrengrab erhalten. Schaffnit ist Namensgeber der Schaffnitstraße in Darmstadt.

## Werke (Auswahl)
- Allerhand Späss´ – Gedichte vorablich for Hesse-Darmstädter, awer aach for annern Leit (Gedichtsammlung). Kommissionsverlag von H. L. Schlapp, Darmstadt 1889.
- Schwarzbrot. Gedichte. (Gedichtsammlung). H. L. Schlapp, 1895.